# 霍德森角
54°8′S 36°47′W / 54.133°S 36.783°W
霍德森角（英語：Hodson Point），是南極洲的海岬，位於南喬治亞群島，處於斯莫爾灣以南2公里的福圖納灣東部，在1931年由英國海軍繪入地圖，由英國海外領土管轄。